# Sommar vid Stenungsund
Sommar vid Stenungssund är en svensk underhållningsserie i fyra delar som sändes i STV1 i mitten av 1981.
Per Ragnar och Ragnhild Sjöholm var programledare för denna avspända sommarunderhållning från Stenungsund i Bohuslän. För underhållningen svarade artister som Brita Borg, Hans Lindgren, Jarl Borssén, Gunnar Wiklund, Laila Westersund, Stefan Ljungqvist, Cyndee Peters, Galenskaparna m.fl.